# タコのロクちゃん
『タコのロクちゃん』（原題：Squiddly Diddly）は、1965年のアメリカ合衆国のテレビアニメである。
ハンナ・バーベラ・プロダクション制作。1965年10月2日から1966年2月12日までNBCで放送。日本ではNETテレビ (現：テレビ朝日)の放送から始まり、カートゥーン ネットワークでも放送された。どちらも『秘密探偵クルクル』の中での放送だった。

## キャラクター
ロクちゃん（オリジナル版ではスクイッドリー・ディドリー）
声 - 大山のぶ代/英 - ポール・フリーズ
あぶくランド（オリジナル版ではバブルランド）のプールに暮らす、丸い頭と船乗り帽をかぶったイカ（タコに似ているが、触手は6本のみ）。音楽の世界にあこがれており、天才ミュージシャンを目指すために脱出を試みる。
館長さん（オリジナル版ではチーフ・ウィンチリー）
声 - ?/英 - ジョン・スティーヴンソン
あぶくランドの館長。ロクちゃんの見張り役で、いつでも目を離さないように見張っている。

## 放送リスト

### シーズン1 (1965–66年)
| 通算 | 話数 | サブタイトル                                        | オリジナル放送日 |
| ---- | ---- | --------------------------------------------------- | ---------------- |
| 1    | 1    | "遊星タケノコ Way Out Squiddly"                     | 1965年10月2日    |
| 2    | 2    | "大スターはつらいもの Show Biz Squid"               | 1965年10月9日    |
| 3    | 3    | "邦題不明 The Canvas Back Squid"                    | 1965年10月16日   |
| 4    | 4    | "ロクちゃん海軍に入る Nervous Service"              | 1965年10月23日   |
| 5    | 5    | "タコのロクちゃん西部に行く Westward Ha!"           | 1965年10月30日   |
| 6    | 6    | "空中サーフィン Sea Grunt"                          | 1965年11月6日    |
| 7    | 7    | "海賊なんて大きらい Chief Cook and Bottle Washer"   | 1965年11月13日   |
| 8    | 8    | "ガールフレンドなんてこりごりだ Squid on the Skids" | 1965年11月20日   |
| 9    | 9    | "仮装パーティーの人気者 Double Trouble"             | 1965年11月27日   |
| 10   | 10   | "タコはこわいよ Squid Kid"                          | 1965年12月4日    |
| 11   | 11   | "宝さがしは割りに合わない Booty and the Beast"      | 1965年12月11日   |
| 12   | 12   | "ピエロのロクちゃん Clowning Around"                | 1965年12月18日   |
| 13   | 13   | "タハチよいとこ Surprise Prize"                     | 1965年12月25日   |
| 14   | 14   | "宇宙人ロクちゃん Naughty Astronaut"                | 1966年1月1日     |
| 15   | 15   | "お化けの坊や The Ghost Is Clear"                   | 1966年1月8日     |
| 16   | 16   | "水族館のカッパアヒル Lucky Ducky"                  | 1966年1月15日    |
| 17   | 17   | "ロクちゃんと狐狩り Foxy Seal"                      | 1966年1月22日    |
| 18   | 18   | "スパイさわぎ Squiddly Double Diddly"               | 1966年1月29日    |
| 19   | 19   | "ハリウッドのロクちゃん Hollywood Folly"            | 1966年2月5日     |
| 20   | 20   | "ゆうれい城 One Black Knight"                       | 1966年2月12日    |

### シーズン2 (1966年)
| 通算 | 話数 | 原題                                 | オリジナル放送日 |
| ---- | ---- | ------------------------------------ | ---------------- |
| 21   | 1    | "Yo Ho Ho"                           | 1966年9月10日    |
| 22   | 2    | "ロクちゃん大手柄 Phoney Fish"       | 1966年9月17日    |
| 23   | 3    | "ミツバチクロちゃん Gnatman"         | 1966年9月24日    |
| 24   | 4    | "Robot Squid"                        | 1966年10月1日    |
| 25   | 5    | "Jewel Finger"                       | 1966年10月8日    |
| 26   | 6    | "ぼくが人さらいなんて Baby Squidder" | 1966年10月15日   |

- 日本での放送は全24話、邦題不明も存在し、残り2話は未放送。

## メディアミックス
- クマゴローの大冒険（英語版） - クマゴロー率いる冒険団のメンバーの一人として、ロクちゃんが登場している。
- まんがオールスター おもしろオリンピック - ケンケン率いる「ロクデナシチーム」のメンバーの一人として、ロクちゃんがキャラをアレンジして登場。
- チキチキマシン猛レース! - 「Wacklantis」というエピソードでカメオ出演。
- ジェリーストーン! - 楽器屋で働く女性店員として登場。ニコル・サーマンが担当している。館長さんはまだ登場していない。